# حوض سفن النقل البرمائي

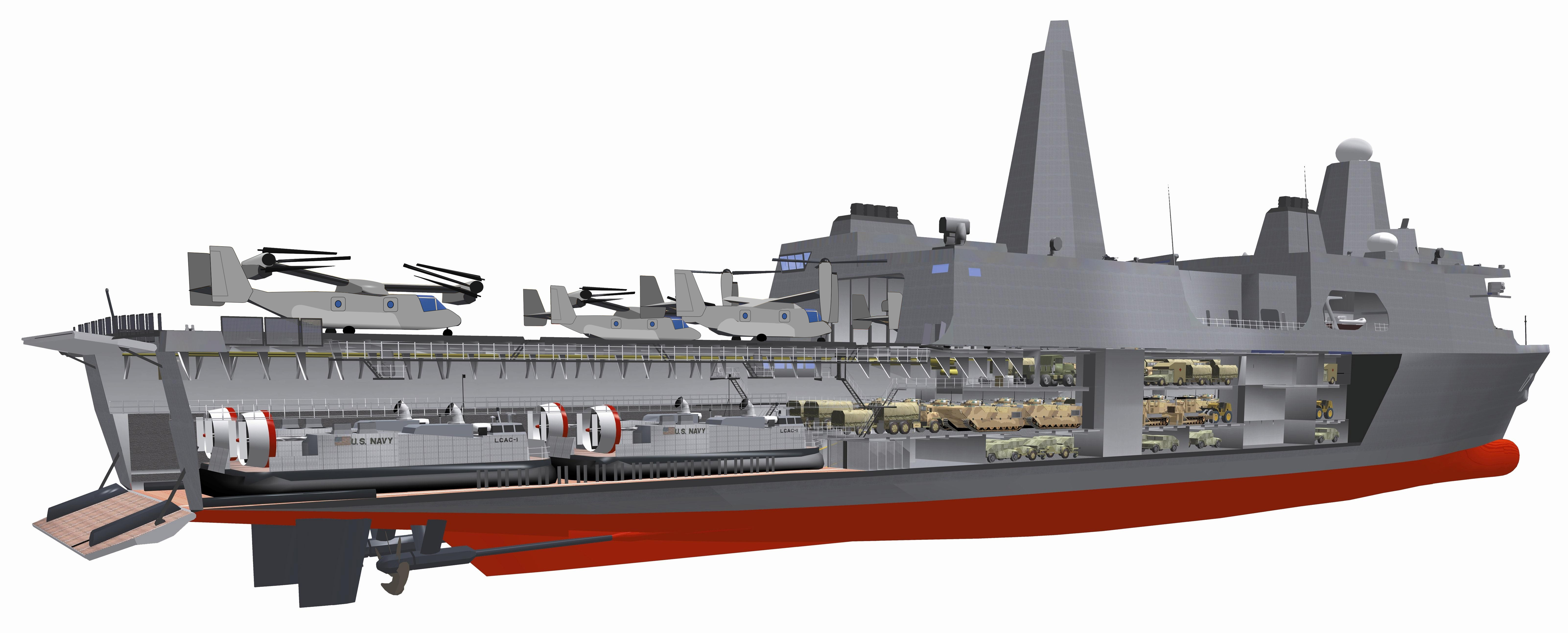
حوض سفن النقل البرمائي

حوض سفن النقل البرمائي وتسمى أيضاً حوض سفن إنزال الرصيف وهي سفينة حربية، بإمكانها الصعود والتنقل وتستطيع الإبرار في مهمات الإستطلاع، معظم البحريات تمتلك هذا النوع من السفن، هذه السفن مُصممة لنقل القوات في منطقة حربية بواسطة البحر، تستخدم كمركبة هبوط ولها قابلية على تشغيل مرحيات النقل.

## معرض صور

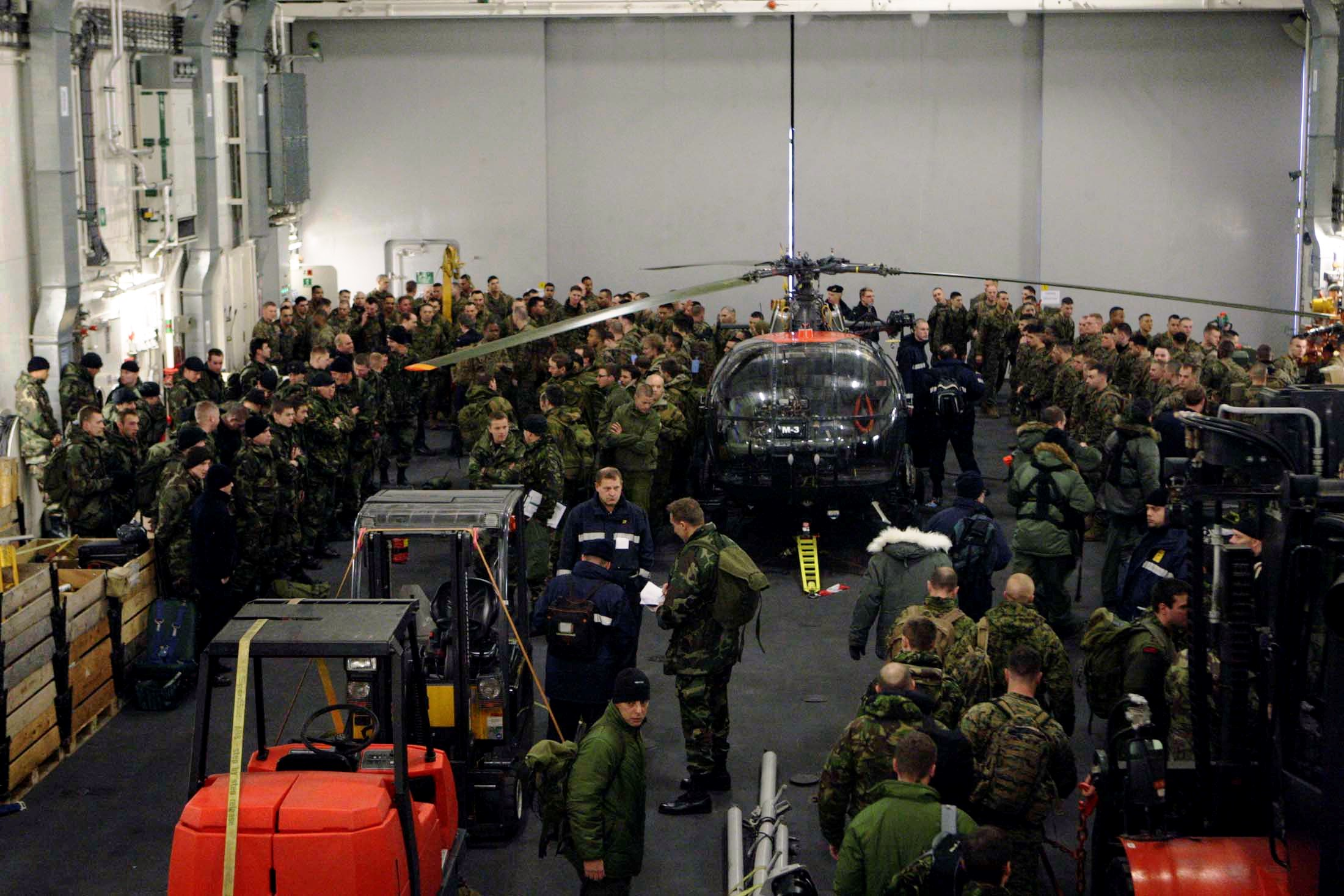
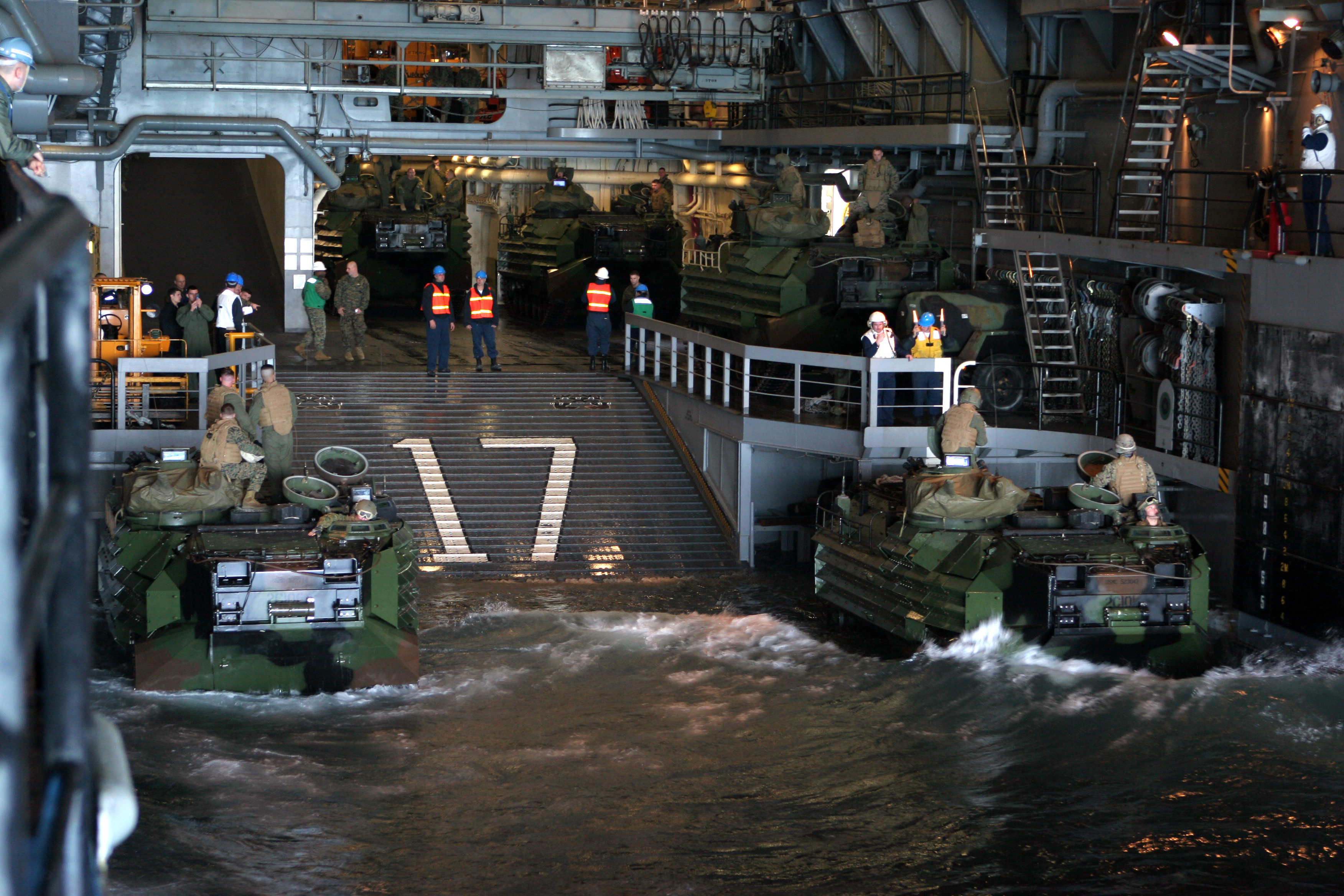
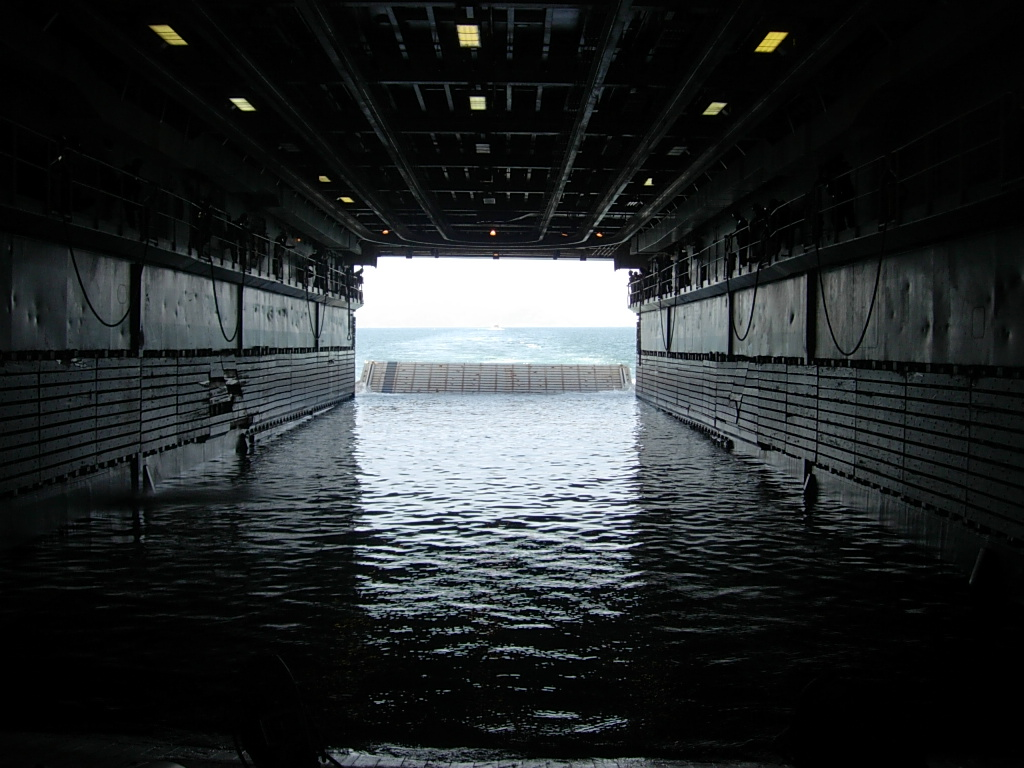
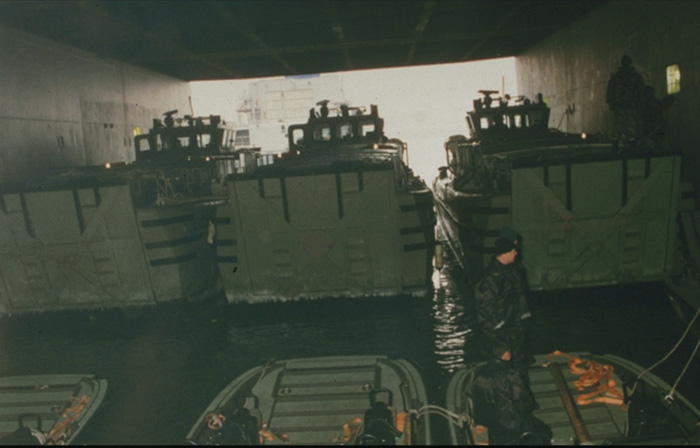
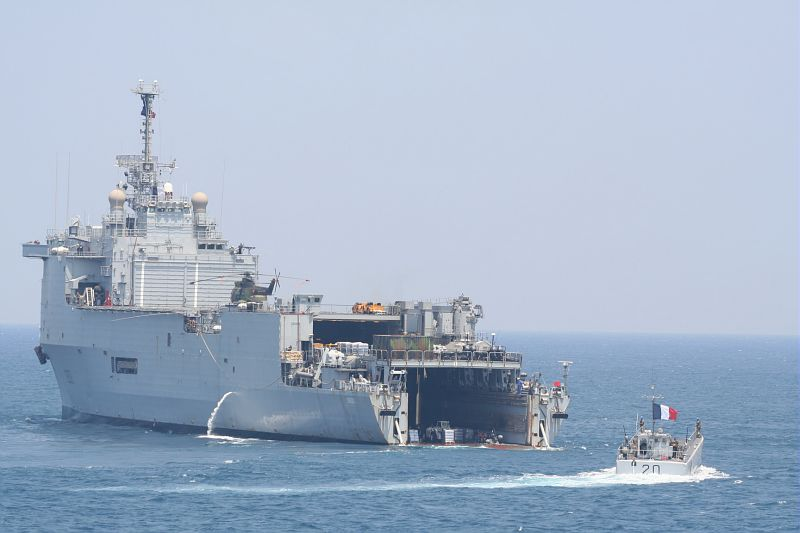

## أمثلة
تايب 071 (فئة سفينة نقل برمائي)